# Ефект сотої мавпи

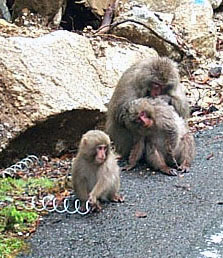
Японські макаки, учасники експерименту

Ефект сотої мавпи (яп. 百匹目の猿現象) — феномен, що описує миттєве поширення засвоєної поведінки на всю популяцію при досягненні критичного числа індивідуумів, що мають даний навик. Узагальнено він означає феноменально швидке поширення ідеї або здатності по всьому населенню від групи, яка чула про нову ідею або володіє новою здатністю. Опис цього явища, як передбачається, було зроблено Лоуренсом Блером (Lawrence Blair) і Лайал Уотсоном (Lyall Watson) в 1970-і роки. Вони стверджували, що ефект спостерігався японськими вченими. Один з головних чинників, який сприяв поширенню цієї історії, був у тому, що багато авторів цитували вторинні джерела або їх передрук, в яких спочатку були присутні спотворення первинних досліджень .

## Популяризація історії
Історія про «ефект сотої мавпи» була опублікована в передмові книги Лоуренса Блера «Ритми бачення» в 1975 році і поширилася з появою книги Лайал Уотсона (Lyall Watson) «Правила життя» в 1979 році. У ній Уотсон повторює історію Блера, автори описують схожі сценарії. Вони стверджують, що вчені вивчали макак на японському острові Якусіма в 1952 році і помітили, що деякі з мавп навчилися мити батат (солодку бульбу). Ця нова поведінка стала поступово поширюватися через молоде покоління мавп у звичайній формі, шляхом спостереження і повторення. Далі, стверджує Уотсон, дослідники відзначили, що, коли критичне число мавп було досягнуто (так звана «сота мавпа»), засвоєна поведінка миттєво поширилася на всю популяцію, а також на популяції сусідніх островів. У зв'язку з чим висувалася версія про спілкування мавп через морфо-генетичне поле.
Цю історію надалі популяризував Кен Кіз-молодший (Ken Keyes, Jr.) у публікації своєї книги «Сота мавпа». У ній розповідається про те, які руйнівні наслідки мала б ядерна війна для планети Земля, а історію «ефекту сотої мавпи» наводить як надихаючу притчу, застосовуючи її до людського суспільства, як можливість здійснення позитивних змін у світі. З того часу ця історія стала широко визнана як факт і навіть з'явилася в книгах деяких педагогів.

## Оригінальне дослідження
У 1985 р. Елейн Майєрс вивчила оригінальні публікації японських вчених з Японського центру дослідження мавп опубліковані в тт. 2, 5, і 6 журналу Primates. І виявила, що в експериментальних даних немає підстав для сміливих ідей, висловлених Уотсоном і Кізом. Дослідження японців описували повільне поширення практики миття бататів серед молодшого покоління мавп через спостереження та повторення. Дослідники відзначали, що старші мавпи виявилися несприйнятливі до навчання й ця практика стала загальною в міру відходу з життя старшого покоління. У статті Елейн Майєрс особливо наголошував, що фактів, описаних в оригінальних публікаціях, недостатньо, щоби зробити висновок про миттєве поширення вміння на всю популяцію, в тому числі сусідні острови, після досягнення якогось критичного числа навчених.

## Спростування ефекту
Аналіз відповідної літератури Роном Амандсоном, опублікований Товариством Скептиків, виявив ряд ключових моментів, які демістифікують передбачуваний ефект.
Заява про те, що раптово і значно збільшилося число мавп, котрі мають навик, було перебільшено. Навик став поширюватися серед молодшого покоління мавп, які навчалися у дорослих; в той же час у дорослих мавп, які не знали як мити батати, не було такої тенденції. Зі смертю старих мавп і народженням нових частка навчених зросла. Проміжку часу між спостереженнями було досить для цього процесу.
Твердження, що поведінка раптово поширилася на ізольовані популяції мавп, можуть бути спростовані, враховуючи той факт, що принаймні одна мавпа перепливла на острів до іншої популяції і провела там близько чотирьох років. Також солодка картопля (батат) не була доступна для мавп до часу втручання людини.